# Луїза Данська (1750—1831)
Луїза Данська та Норвезька (дан. Louise af Danmark og Norge, 30 січня 1750 — 12 січня 1831) — принцеса Данії та Норвегії з Ольденбурзької династії, донька короля Данії та Норвегії Фредеріка V та принцеси Великої Британії Луїзи, дружина ландграфа Гессен-Кассельського Карла.
На її честь названо замок Луїзенлунд.

## Біографія
Луїза народилась 30 січня 1750 року у палаці Крістіансборг в Копенгагені. Вона була п'ятою дитиною та третьою донькою в родині короля Данії та Норвегії Фредеріка V та його першої дружини  Луїзи Великобританської. Дівчинка мала старшого брата Крістіана та сестер Софію Магдалену й Вільгельміну Кароліну. Ще один брат помер до її народження.
Матір померла, коли Луїзі було два роки. Батько, невдовзі  оженився із Юліаною Брауншвейг-Вольфенбюттельською, від якої народився син Фредерік.
Фредерік V пішов з життя незадовго до 16-річчя доньки. За пів року вона вийшла заміж за свого кузена Карла Гессен-Кассельського. Її брат дав згоду на цей шлюб, не зважаючи на звинувачення Карла у розпусництві та дурному впливі, оскільки прихильно ставився до майбутнього зятя.
Вінчання відбулося 30 серпня 1766 року в каплиці палацу Крістіансборг. Нареченому виповнився 21 рік, і він мав чин генерал-лейтенанта. 4 липня Карл був також призначений намісником-губернатором Норвегії. Посада була виключно номінальною, регіоном продовжував керувати Якоб Бензон.
Однак, приязність короля скоро вичерпалася, і навесні 1767 року пара, в очікуванні первістка, від'їхала до Ганау, де жила матір Карла, Марія Ганноверська. Там народилася їхня перша донька. Всього ж у подружжя було шестеро дітей. 1769 року, після призначення Карла губернатором герцогств Шлезвіг та Гольштейн, родина переїхала до Готторпського замку у Шлезвігу.

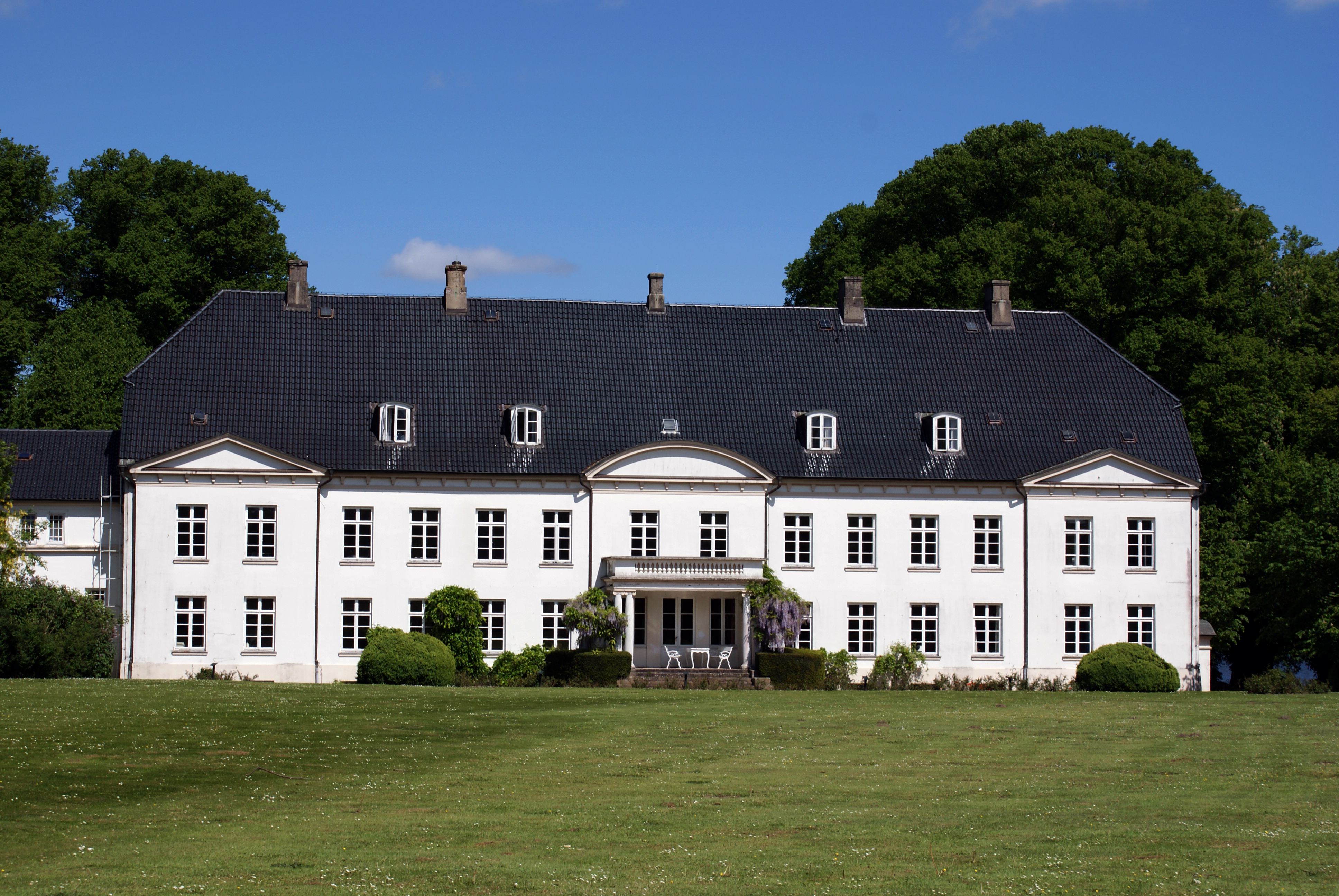
Луїзенлунд

1770 року Крістіан VII подарував сестрі прихід та землю у Ґюбі. У 1772—1776 роках там велося будівництво, що закінчилося створенням палацу Луїзенлунд.
У 1772 році, після падіння Струензе, Карл знову здобув симпатію короля і був призначений губернатором Норвегії. Подружжя відбуло в Крістіанію, де їх радо вітало місцеве населення. Один з аристократів, Нордаль Брун, називав їх «небесною парою», а сам Карл стверджував, що народ залюбки бачив би правителем його, а не Крістіана. Однак, швидко виявилося, що утримання губернаторської пари вимагає надто багато коштів, обтяжуючи бюджет міста.
1774 року родина переїхала до Луїзенлунду.
Разом подружжя прожило 64 роки. Обидва пішли з життя у дуже похилому віці. Луїзи не стало 12 січня 1831 року у 80-річному віці. Карл помер 17 серпня 1836 року в 92-річному віці. Похована пара у Шлезвігському соборі.

## Родина

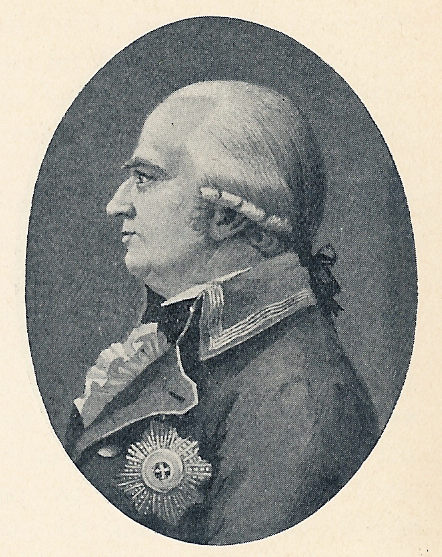
Карл Гессен-Кассельський

Чоловік — Карл Гессен-Кассельський
Діти:
- Марія Софія (1767—1852) — дружина короля Данії та Норвегії Фредеріка VI, мала із ним восьмеро діточок;
- Вільгельм (1769—1772) — помер в дитячому віці;
- Фрідріх (1771—1845) — генерал, був морганатично одружений із Кларою фон Брокдорфф, дітей не мав
- Юліана (1773—1860) — настоятелька в Ітцехо;
- Крістіан (1776—1814) — генерал від кавалерії, був заручений із Кароліною Данською, в кінці життя мав психічний розлад;
- Луїза Кароліна (1789—1867) — дружина герцога Фрідріха Вільгельма Шлезвіг-Гольштейн-Зондербург-Глюксбурзького, мала десятеро дітей.